# Dolore neuropatico
Il dolore neuropatico è il dolore causato da disfunzionalità o malattie di quelle strutture del sistema nervoso fisiologicamente deputate alla trasmissione di stimoli dai sistemi somato-sensoriali fino al cervello, attraverso nervi periferici  e midollo. Appare evidente come in ognuna di queste tre  sedi o stazioni può verificarsi il danno funzionale o organico responsabile del sintomo dolore. Il dolore neuropatico si distingue dunque  dal dolore somatico, in cui il danno interessa invece   il sistema recettoriale periferico (v. ferita ).

## Esempi
Esempi ne sono il dolore che può accompagnare tutte le neuropatie periferiche, traumatiche, compressive, da intrappolamento, dismetaboliche (diabetiche, alcolismo), disimmuni etc etc, il dolore post-herpetico, il dolore da arto fantasma che può insorgere dopo un'amputazione, il dolore nelle cosiddette sindromi regionali complesse o distrofie simpatico-riflesse, e il dolore da lesioni del sistema nervoso centrale. Queste ultime possono essere sequele di un ictus, di un trauma fisico, di tumori o dovute a malattie sistemiche. Il dolore spesso presente nella sclerosi multipla ha in molti casi questa origine.
Le caratteristiche di questo dolore variano da paziente a paziente, ma in genere si hanno sensazioni di bruciore continuo o di scosse elettriche; sono spesso presenti parestesie, cioè sensazioni anomale anche nelle zone circostanti la sede primaria del dolore. Tali sensazioni sono dette iperalgesia, quando una leggera stimolazione dolorifica crea invece un dolore molto spiccato, e allodinia quando una stimolazione non dolorifica, quale può essere il semplice strisciamento della pelle o il peso del lenzuolo, viene avvertita come dolore.
Il dolore neuropatico è spesso difficilmente curabile: gli analgesici sono spesso inefficaci, compresa la stessa morfina. Si ricorre spesso a terapie palliative con antidepressivi, o a tecniche più invasive come i blocchi anestetici, le neurostimolazioni o a interventi chirurgici, ma non esistono ancora trattamenti specifici, e si tratta di uno dei problemi più frustranti della terapia antalgica.
Negli ultimi anni si sono accumulate evidenze a sostegno del possibile impiego dei derivati della Cannabis nel trattamento di queste forme di dolore.